# ماساكي ناكاجاوا
ماساكي ناكاجاوا (باليابانية: 中川政昭) هو مصور ياباني، ولد في 1943، وتوفي في 2005.